# NGC 2897
NGC 2897 est une galaxie lenticulaire située dans la constellation de l'Hydre. NGC 2897 a été découverte par l'astronome prussien Albert Marth en 1864.

## Caractéristiques
Sa vitesse par rapport au fond diffus cosmologique est de 7 358 ± 36 km/s, ce qui correspond à une distance de Hubble de 108,5 ± 7,6 Mpc (∼354 millions d'al).
La lueur rouge à l'est de NGC 2897 provient de l'étoile SAO 117736.